# BNLA Architecten

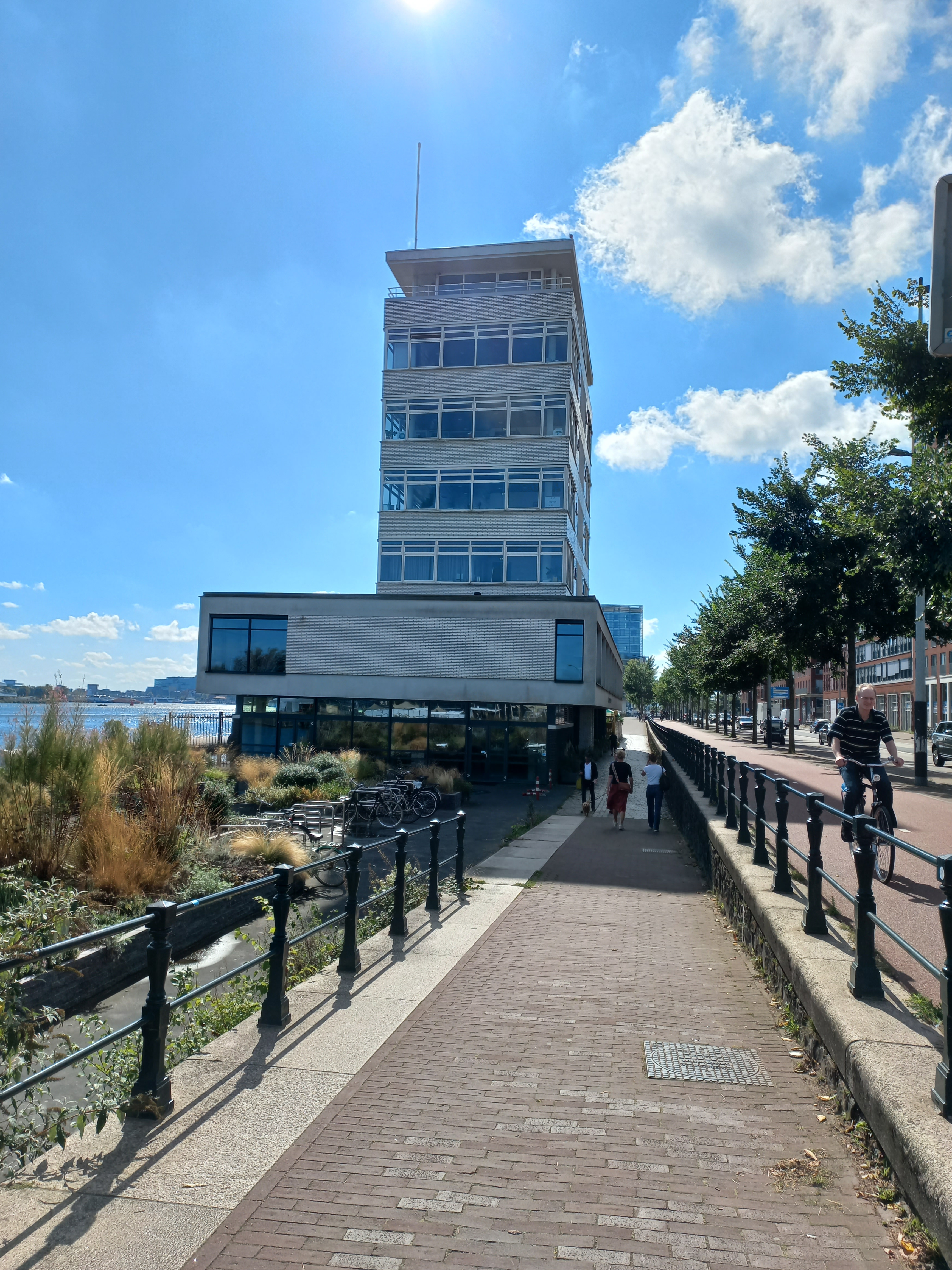
Westerdoksdijk 40, Amsterdam (september 2024)

BNLA architecten is een architectenbureau gevestigd aan de Westerdoksdijk, Amsterdam-Centrum.
Het bureau werd in 2004 opgericht door architecten Eric Lemstra en Arjen Bloem. Sinds 2010 ontwerpt ook Laurien Keller voor het bureau; ze werd in 2019 partner van Lemstra en Bloem. Het trio begeleidt zowel nieuwbouw als verbouw. In die laatste categorie zijn ze ook werkzaam binnen de gemeentelijke en rijksmonumenten, alsmede monumentale gebouwen. In alle gevallen moet het bureau rekening houden met verwachte en geëiste duurzaamheid.
Enkele voorbeelden:
- Nieuwbouw: De Nieuwe Meester in Amsterdam Nieuw-West; genomineerd voor de Amsterdamse Nieuwbouwprijs 2022
- Villa V Domburg, duinvilla, genomineerd voor de Zeeuwse architectuurprijs 2023 en Arch Daily [1][2]
- Een villa in Heemstede; nominatie Herengracht Industrieprijs 2024, [3]
- Nieuwbouw in plaats van bestaande bebouwing: Middenweg 20, Amsterdam-Oost op de plek van het Bio Theater; (postzegelarchitectuur met beperkte mogelijkheden).
- Monumentrenovatie: villa aan de Diepenbrockstraat 5, Amsterdam-Zuid, de zogenaamde Duisenbergvilla (vernoemd naar echtpaar Greta Duisenberg en Wim Duisenberg, dat er woonde)
- Rijksmonument: Singel 500, Amsterdam-Centrum

Keller kreeg buiten de architectenwereld enige bekendheid als een van de geraadpleegde architecten voor het programma De Perfecte Verbouwing bij RTL 4, gepresenteerd door Nicolette Kluijver. 
Het kantoor is zelf gevestigd in gemeentelijk monument Westerdoksdijk 40.